# Bruno Sulzbacher
Bruno Sulzbacher (* 19. August 1936 in Pichl bei Windischgarsten) ist ein österreichischer Komponist und Dirigent.

## Leben und Wirken
Im Alter von 14 Jahren erlernte Sulzbacher das Flügelhorn beim Kapellmeister des Musikvereins Vorderstoder. Von 1955 bis 1972 übernahm er die Leitung dieser Kapelle. 1956 machte er die Kapellmeisterausbildung in Steyr bei Albert Weinschenk und dem Komponisten Emil Rameis. Von 1975 bis 2008 leitete er den Eisenbahnermusikverein Selzthal. Hauptberuflich war Sulzbacher als Fahrdienstleiter bei den ÖBB tätig.
Als Komponist ist Sulzbacher vor allem im Bereich der Blasmusik erfolgreich.
Sulzbacher lebt derzeit in Spital am Pyhrn.

## Werke (Auswahl)

### Kompositionen
- BB-Marsch
- Lasst’s klingen, Marsch
- Auf da Sunn'seit'n, Marsch
- Abendkonzert, Konzertstück mit vier Soloposten
- Adagio für Blasorchester
- Adagio romantico, Konzertstück
- Am häuslichen Herd, Ouvertüre
- Am Lagerfeuer, Intermezzo
- Andante jubiloso, Festmusik
- Athleten, Marsch
- Balaton, Fantasie
- Basstrio, Solo für drei Tuben
- Choral festivo
- Christophorus, Ouvertüre
- Dem Landl ob der Enns, Walzer
- Dem lieben Augustin, Variation
- Domenica (Sonntag), Konzertstück
- Drei Klangbilder, zur Musikerwallfahrt
- Ein Dankeschön, Konzertmarsch
- Ein Fluss erzählt, Fantasie über die Steyr
- EMV-Marsch, Marsch
- Erinnerungen, Walzer
- Festchor, Festmusik
- Festhymnus, Festmusik
- Filip auf Tour, Solo für Bariton (oder Fagott)
- Flott unterwegs, Polka
- Freudig bewegt, Konzertmarsch
- Frohe Runde, Marsch
- Gipfelsieg, Konzertmarsch
- Im stillen Winkel, Konzertstück
- Im Freundeskreis, Marsch
- Im Schriiitt marrrsch, Marsch
- In Harmonie, Marsch
- Jubelchor, Festmusik
- Jugendfreunde, Solo für zwei Flügelhörner (oder Trompeten)
- Kaminspitzpolka, Polka
- Kleiner Ausflug, Konzertwalzer
- Prolog, Festmusik
- Pyhrn-Priel Impressionen, Melodienfolge
- Reiselust, Konzertmarsch
- Rheingrüße, Marsch
- San Antonio, kleiner Tanz
- 's Stoanamandl, Polka
- Stadtbummel, Polka
- Start in’s Wochenende, Konzertmarsch
- Tanz der Wichtel, Intermezzo
- Traumpfade, Konzertouvertüre
- Über’s Land, Konzertwalzer
- Unser Ideal, Konzertmarsch
- Unsere Pioniere, Marsch
- Unserem Bürgermeister, Marsch
- Unter Freunden, Polka
- Vor den Vorhang, Solo für zwei Flöten & Posaune
- Weckruf, Marsch
- Weltenbummler, Konzertmarsch
- Wir jubilieren, Konzertmarsch
- Zur Eröffnung, Festmusik
- Zwiegespräche, Solo für zwei Trompeten (oder Flügelhörner)

### Arrangements für Blasorchester
- Konzert f-moll für Trompete (Oskar Böhme)
- Aus der neuen Welt (2. Satz der 9. Sinfonie von Antonín Dvořák)
- Erzherzog Johann Lied, Bearbeitung
- Mürztalermarsch, Traditional, Bearbeitung